# Duportella
Duportella ist eine Pilzgattung innerhalb der Familie der Zystidenrindenpilzverwandten (Peniophoraceae). Die Gattung ähnelt sehr den nahe verwandten Zystidenrindenpilzen (Peniophora) und ist durch seine braunen, inkrustierten Pseudozystiden und durch seine Skeletthyphen gekennzeichnet. Die Typusart der Gattung ist Duportella velutina Pat. Die Weißfäulepilze sind überwiegend in den Tropen verbreitet, in Europa ist die Gattung nicht vertreten.

## Merkmale
Die resupinaten bis effuso-reflexen Fruchtkörper sind am Substrat angewachsen. Das Hymenium ist glatt und gräulich, rötlich, violett, ocker oder schwärzlich gefärbt. Das Hyphensystem kann monomitisch oder dimitisch sein. Die meisten Hyphen tragen Schnallen. Außerdem kommen zwei verschiedene Zystidentypen vor. Nämlich die Pseudozystiden, die braun gefärbt und an ihrer Spitze mit Kristallen inkrustiert sind, sowie die Gloeozystiden, die meist sulfoaldehydpositiv sind. Die zylindrischen bis schmalkeuligen Basidien tragen vier Sterigmen und eine basale Schnalle. Die glatten, inamyloiden und dünnwandigen Basidiosporen können ganz unterschiedlich geformt sein. Ihre Form ist ein wichtiges Merkmal für die Artabgrenzung. Sie können ellipsoid bis eiförmig, kugelig oder zylindrisch bis allantoid (würstchenförmig) sein.

## Ökologie und Verbreitung
Bei den Vertretern der Gattung handelt es sich um saprobiontische Weißfäulepilze, die teilweise auf totem Laubholz, teilweise auf abgestorbenen und noch am Baum verbliebenen Ästen wachsen. Die Gattung scheint ausschließlich in den Tropen verbreitet zu sein. Die weiteste Verbreitung haben Duportella tristicula und Duportella kuehneri, die nahezu über die gesamten Tropen verbreitet sind. Duportella velutina und Duportella raimundoi wurden auf den Philippinen, Duportella pirispora, Duportella renispora und Duportella rhoica in Afrika und Duportella kuehneroides und Duportella miranda auf den Inseln Réunion und Taiwan nachgewiesen. Duportella tristiculoides kommt nur auf Taiwan, Duportella jordaoensis nur in Brasilien und Duportella sphaerospora nur in Neuseeland vor.

## Systematik
Die Gattung wurde 1915 durch den französischen Mykologen Narcisse Théophile Patouillard neu beschrieben. Die Typusart Duportella velutina und Duportella raimundoi wurden auf den Philippinen gesammelt. Die Gattung ist durch ihre braunen, inkrustierten Pseudozystiden und die Skeletthyphen gekennzeichnet. Duportella ist nahe mit Peniophora verwandt, wie ITS-RNA-Untersuchungen durch J. Boidin und seinen Mitautoren gezeigt haben. In dessen Stammbaum bildeten Duportella tristicula und andere Duportella-Arten mit Peniophora eine Abstammungsgemeinschaft. K.H. Larsson stellte sie 2007 daher konsequenterweise in die Familie der Zystidenrindenpilzverwandten. Binder und seine Mitautoren sehen sie aber eher im corticioiden Ast des Homobasidiomyceten-Stammbaums.
Der Gattungsname ist L. Dupor gewidmet, einem eifrigen Sammler und Naturforscher, der die ersten Exemplare dieser Pilze gesammelt hat.

## Arten
Weltweit gibt es 13 Arten, in Europa ist die Gattung nicht vertreten.
| Wissenschaftlicher Name   | Autor                           | Verbreitung und Substrat                                |
| ------------------------- | ------------------------------- | ------------------------------------------------------- |
| Duportella jordaoensis    | Hjortstam & Ryvarden 2004       | Brasilien, auf am Boden liegendem Totholz               |
| Duportella kuehneri       | (Boidin & Lanq.) Hjortstam 1987 | pantropisch, auf Laubholz                               |
| Duportella kuehneroides   | Boidin, Lanq. & Gilles 1991     | Réunion und Taiwan, auf Laubholz                        |
| Duportella miranda        | Boidin, Lanq. & Gilles 1991     | Réunion und Taiwan, auf Laubholz                        |
| Duportella pirispora      | Boidin, Lanq. & Gilles 1991     | Zentralafrika, auf Laubholz                             |
| Duportella raimundoi      | Pat. 1915                       | Philippinen                                             |
| Duportella renispora      | Boidin, Lanq. & Gilles 1991     | auf Réunion, ausschließlich auf Brennnesseln            |
| Duportella rhoica         | Boidin & Lanq. 1995             | Nordostafrika, ausschließlich auf Rhus.                 |
| Duportella schomburgkii   | (Berk.) G. Cunn. 1953           | –                                                       |
| Duportella sphaerospora   | G. Cunn. 1957                   | Neuseeland, auf Holz und Rinde von Nothofagus menziesii |
| Duportella tristicula     | (Berk. & Broome) Reinking 1920  | nahezu pantropisch                                      |
| Duportella tristiculoides | Sheng H. Wu & Z.C. Chen 1993    | Taiwan, auf Laubholz                                    |
| Duportella velutina       | Pat. 1915                       | Philippinen                                             |